# Kas (empresa basca)
Kas és una beguda carbonatada (refresc) amb sabors de taronja, llimona i poma. També es comercialitza el Bitter Kas, una beguda amarga d'aperitiu sense alcohol, sucs de fruita amb el nom de KasFruit i el refresc de cola KasKol.
El seu origen es remunta a l'any 1956, quan Luis Knörr Elorza, descendent de Roman Knörr Streiff, un cervesser alemany assentat a Vitòria (País Basc) i fabricant de les cerveses i gasoses locals "El As", se li va ocórrer barrejar les seves gasoses amb concentrat de suc de taronja. Sorgeix així el primer refresc espanyol de taronja amb gas, cinc anys abans que es comercialitzés Fanta a Espanya. A la marca original «El As», decideixen incorporar un any després la «K», inicial del seu cognom, per formar la marca (KAS).
Es començà a comercialitzar a Vitòria, d'on era originària la marca, i aviat va obtenir popularitat al nord d'Espanya, ajudada per una campanya amb el lema «Beba Kas nada más» o els assoliments de l'equip ciclista que va patrocinar durant molts anys i que va aconseguir notables èxits esportius. Va patrocinar també el Club Águilas de Bilbao, al qual va acabar donant nom com a Sociedad Deportiva Kas. Encara avui la marca és amb molta diferència la més consumida de refrescos de fruita en el País Basc i voltants.
La marca va pertànyer a la família Knörr fins que aquesta va vendre una participació majoritària a la fi dels anys 1980 al banc BBVA, i la filial espanyola de PepsiCo va comprar finalment l'empresa matriu i la marca Cas el 1992. Pepsi ha llançat la marca amb cert èxit a Mèxic, i amb escàs èxit al Brasil i l'Argentina. També és possible trobar-la al sud de França.

## Gusts
- Kas Taronja (Espanya)
- Kas Llimona (Espanya)
- Kas Poma (Espanya)
- Kas Raïm (Espanya)
- Kas Cola (Espanya)
- Kas Maduixa Explosiva (Illes Canàries/Espanya)
- Kas Tònica (Espanya)
- Kas Toronja (Mèxic)
- Bitter Kas (Espanya)
- Kas Guaranà (Brasil)
- Kas Guaranà Maracujà (Brasil)
- Kas Guaranà Acerola (Brasil)
- Kas Raïm Acerola (Brasil).